# Mustafa IV
Mustafa IV (osmańskoturecki: مصطفى رابع Muṣṭafā-yi rābi‘, ur. 8 września 1779, zm. 15 listopada 1808) – sułtan z dynastii Osmanów, panujący w latach 1807–1808.

## Życiorys
Był przyrodnim bratem sułtana Selima III. W 1807 poparł bunt janczarów, w wyniku czego Selim III został obalony, a Mustafa został sułtanem. Mimo to poparcie dla obalonego sułtana było duże. Wykorzystał to Mustafa Badaykar, prowincjonalny notabl (ayan) z Ruse, który w 1808 wywołał bunt z zamiarem przywrócenia poprzedniego sułtana do władzy. Mustafa rozkazał wtedy zabić swoich przyrodnich braci, Selima i Mahmuda. Sprawiłoby to, że Mustafa byłby jedynym męskim potomkiem dynastii. Selim został zabity, jednak Mahmud ukrył się i zdołał uniknąć losu swojego brata.
Mustafa IV został obalony w 1808 po tym, jak nie zdołał przerwać dwumiesięcznej rosyjskiej blokady Stambułu. W tym samym roku został zamordowany.